# NGC 6407
NGC 6407 (również PGC 60796) – galaktyka soczewkowata (S0), znajdująca się w gwiazdozbiorze Pawia. Odkrył ją John Herschel 7 sierpnia 1834 roku.